# 星山和久
星山 和久（ほしやま かずひさ、1950年 - ）は、愛知県出身のアマチュア野球選手（外野手）。

## 経歴
中京商業高校では甲子園に2回出場。1967年、2年生の時には夏の選手権に右翼手として出場。川口勉、大島忠一の3年生バッテリーを擁し準決勝に進出するが、エース石井好博を擁する習志野高に2-3で惜敗。1年上にはほかに二塁手の望月博、中堅手の渡辺幸三がいた。翌1968年は同期のエース水谷則博らとともに春の選抜に出場。しかし1回戦で広陵高の宇根洋介（近大－電電中国）に抑えられ1-3で敗退。
中京大学へ進学。愛知大学野球リーグでは在学中7回優勝。1970年にはエース榎本直樹の好投もあり、全日本大学野球選手権大会決勝で関大を破り初優勝。同年の第1回明治神宮野球大会では、決勝で東海大の川端理史に抑えられ準優勝にとどまった。
大学卒業後は三協精機に入社。1974年には新設された社会人野球日本選手権に出場。2回戦（初戦）で松下電器の山口高志から3点本塁打を放ち注目を集める。大塚喜代美、樋江井忠臣の好投もあって決勝に進出。日本鋼管福山を降し優勝を飾った。この大会では優秀選手賞を獲得、同年の社会人ベストナイン（外野手）にも選出された。